# François Le Lionnais
François Le Lionnais (3 de octubre de 1901 - 13 de marzo de 1984) fue un ingeniero químico y escritor francés, divulgador científico y cultural, y cofundador del movimiento literario Oulipo. 

## Semblanza
Le Lionnais nació en París en 1901. Formado como ingeniero químico, dirigió la empresa industrial Forges d'Aquiny durante los años 1928 y 1929. Activo en el grupo de resistencia francés Front National durante la Segunda Guerra Mundial, fue arrestado y torturado por la Gestapo en octubre de 1944 y pasó seis meses (entre noviembre de 1944 y abril de 1945) como prisionero en el campo de concentración de Dora. Su ensayo de 1946 "La Peinture à Dora" ("Pintura en Dora") describe su experiencia como prisionero.
Después de la Segunda Guerra Mundial, pasó a dirigir los Estudios Generales de la École Supérieure de Guerre (ahora parte de la École Militaire). En 1950, se convirtió en el jefe fundador de la División de Educación Científica de la UNESCO. 
Junto con el físico francés Louis de Broglie y su amigo cercano Jacques Bergier, Le Lionnais cofundó la Asociación de escritores de ciencia franceses el 26 de junio de 1950, siendo el primer presidente de la asociación, que inicialmente fue financiada por la UNESCO. 
En 1952, trabajando nuevamente con Jacques Bergier, Le Lionnais creó el Premio Kalinga-UNESCO a la excelencia en la divulgación de la ciencia. El primer destinatario del premio fue Louis de Broglie. En la década siguiente, se unió a un comité asesor sobre terminología científica en la Academia de Ciencias de Francia, actuó como consultor científico de la Comisión para la Restauración de Obras de Arte en museos nacionales franceses y desempeñó distintas tareas como experto técnico en el consejo de India sobre investigación científica. Produjo y presentó un programa de ciencia popular, "La Science en Marche", para la emisora de radio France Culture. 
También participó activamente en movimientos artísticos experimentales inmersos en la tendencia del absurdo, como Regente del Collège de 'Pataphysique' y como primer presidente de Oulipo, una organización que fundó en 1960 con Raymond Queneau y que luego sería ampliada mediante una serie de organizaciones análogas, como Oulipopo (ficción de detectives), Oumupo (música), Oupeinpo (pintura), Oucinépo (películas) y Oucuipo (cocina). 
Le Lionnais escribió numerosos libros, así como ensayos y columnas en revistas. Entre las materias de sus artículos se incluyen ciencias, matemáticas y su historia, literatura experimental, pintura y ajedrez. 
Murió en 1984 en Boulogne-Billancourt. 

## Trabajos
Programas de radio
- La Science en marche, Les Yeux Ouverts: 
  - t. 1 La Prévision du temps (con J. Bessemoulin, R. Clausse, l. Facy y A. Viaut - 1962)
  - t. 2 L'Éclairagisme : lumière et couleur (con M me Jonckeere, Maurice Déribéré, Y. Le Grand y J. Maisonneuve - 1962)

Sobre ciencia
- Cinquante années de découvertes, bilan 1900-1950 (colección), Seuil, 1950

Sobre matemáticas
- Les Nombres remarquables, con Jean Brette, Hermann, 1983
- Les Grands Courants de la pensée mathématique, Cahiers du Sud. 1948
- Dictionnaire des Mathématiques, PUF (con A. Bouvier y M. George, 1979[4] )
- Traductora, con Francine Béris (seudónimo de Francine Bloch ), de Les Mathématiques et l'Imagination de Edward Kasner y James Newman, París, Payot, 1950

Sobre literatura
- LiPo ( 1.er Manifeste de l'OuLiPo), Gallimard, 1963
- 2 e Manifeste de l'Oulipo, Gallimard, 1973
- 3 e Manifeste de l'Oulipo, La Bibliothèque oulipienne nO. 30)
- Un Certain Disparate, entrevistas y extractos, Bibliothèque Oulipienne no. 85, texto completo publicado por Oulipo en 2011.[5]
- Lewis Carroll précurseur de l'OU. LI Cartas Ed. Henri Veyrier. 1978
- Les Habits Noirs, une épopée méconnue, después y cronología de la obra del mismo nombre de Paul Féval, París, Marabout Géant, vol. 7, número 7, "La bande Cadet", p..

Sobre pintura
- Magnelli, Galerie de France. 1960
- La Peinture à Dora, L'Échoppe. 1999

Sobre ajedrez
- L'Ouverture française 1 é4-é6, Éditions des Cahiers de l'Échiquier Français, 1935
- Le Jardin des échecs, Éditions des Cahiers de l'Échiquier Français, 1936
- Les Prix de beauté aux échecs, Payot, 1939; segunda ed. 1951; tercera ed. 2002
- Le Jeu d'échecs, «Que Sais-je?», PUF, 1957; segunda ed. 1974
- Dictionnaire des échecs, con Ernst Paget, PUF, 1967; segunda ed. 1974
- Tempêtes sur l'échiquier, Pour la science, 1981
- Marcel Duchamp joueur d'échecs, L'Échoppe, 1997

Otros temas
- Le Temps, ed. Robert Delpire, 1959